# Turó de Fressa
El Turó de Fressa és una muntanya de 192 metres que es troba al municipi de Vidreres, a la comarca de la Selva.